# Бягащият човек
Бягащият човек (на английски: The Running Man) е роман на Стивън Кинг от 1982 г. През 1987 е направена и екранизация, с участието на Арнолд Шварценегер в главната роля.

## Сюжет
Внимание:  Текстът по-долу разкрива сюжета на произведението (или части от него)!
Действието се развива в близкото бъдеще, когато в света властва анархия и глад, а огромна развлекателна компания примамва хората да участват в игри, в които рискуват живота си и които се предават по телевизията. Бен Ричардс – главният герой на романа, участва в такава игра, за да спечели пари за лекарства за болната си дъщеря. Играта се казва „Бягащият човек“ и единствената цел на главния герой в нея е да остане жив.